# Bruce Farr
Pour les articles homonymes, voir Farr.
Bruce K. Farr est un architecte naval néo-zélandais, né en 1949 à Auckland. Les voiliers de compétition qu'il a conçus ont remporté de nombreuses courses prestigieuses, et est reconnu comme l'un des architectes les plus prolifiques actuellement. Daniel Allisy et Alain Gliksman l'ont surnommé le rouleau compresseur dans Voiles et Voiliers.

## Biographie
Fils d'un pêcheur professionnel, Bruce Farr naît en 1949 à Auckland, en Nouvelle-Zélande. Très tôt passionné par la voile, il dessine et construit un premier dériveur en 1961 ; il a 12 ans. Il remporte le championnat de Nouvelle-Zélande en Moth (un dériveur de 3.35 m) à 15 et 16 ans sur des bateaux de sa conception. Bien que doué en math et en dessin, il abandonne ses études et travaille trois ans dans un chantier naval au contact de Jim Young, architecte naval adepte du déplacement léger. Il se distingue dans les années 70 par la conception de dériveurs de type Skiff class, 18 pieds, populaires en Nouvelle-Zélande et en Australie. Il s'attire nombre de commandes, et se consacre exclusivement à la conception à partir du milieu des années 1970. En 1975 il gagne en France la première Quarter Ton Cup avec son 45° South, diffusé plus tard sous le nom de classe Farr 727. 
Son arrivée dans la jauge IOR le fait remarquer au niveau mondial. Mais c'est sans doute avec la Whitbread (maintenant appelée Volvo Ocean Race) que son talent s'est le plus distingué : présents depuis 1981, ses bateaux ont remporté les éditions 1986, 1990, 1994, 1998 et 2002 de cette course.
En 1981, il fonde avec Russell Bowler le cabinet Farr Yacht Design, installé à Annapolis, au Maryland (États-Unis). Depuis, ses réalisations se sont distinguées dans la jauge IOR et dans la Coupe de l'America. Il conçoit également des voiliers de croisière, construits entre autres par Bénéteau.

## Palmarès
Ses productions se sont distinguées (premières places) dans les courses suivantes :
- Quarter ton cup, 1975, 45 South
- Half ton cup 1977, Rangiriri   3/4 Ton Cup Joe Louis
- One Ton Cup 1977, Red Lion, et premières places aussi de 1987 à 1992 inclus
- Volvo Ocean Race : victoire de toutes les éditions de 1986 à 2002
- IMS Offhore Worlds Class : victoires régulières dans les dernières 10 années
- ILC Maxi Worlds : victoires régulières dans les dernières 15 années
- Vendée Globe 2008-2009 : victoire de Foncia
- Barcelona World Race : victoires en 2008 et 2015

## Conception architecturale
Bruce Farr s'est souvent distingué en trouvant de nouveaux axes de réflexion là où les possibilités d'une jauge donnée semblaient être épuisées. Pour la One Ton Cup, il conçoit un bateau où le lest extérieur est supprimé, ramassé dans la coque, et remplacé par une dérive légère. Un tel concept remporte de nombreux succès, avant que la jauge IOR ne soit modifiée en conséquence, éliminant pratiquement les dériveurs de la course par l'introduction d'un facteur correcteur du rating (le résultat de la formule de jauge) supérieur à un. 
Ses bateaux possèdent souvent des entrées d'eau fines, cohérentes avec le choix du déplacement léger (pour moins freiner le bateau au près dans le clapot). On peut aussi remarquer des lignes ayant une apparence "coupée" pour rentrer dans les contraintes de jauge.
Il domine largement le domaine de la Volvo Ocean Race et est un des architectes à l'origine des fameux VOR60 qui ont remplacé les "Maxis", puis des actuels VOR70.